# تشابك

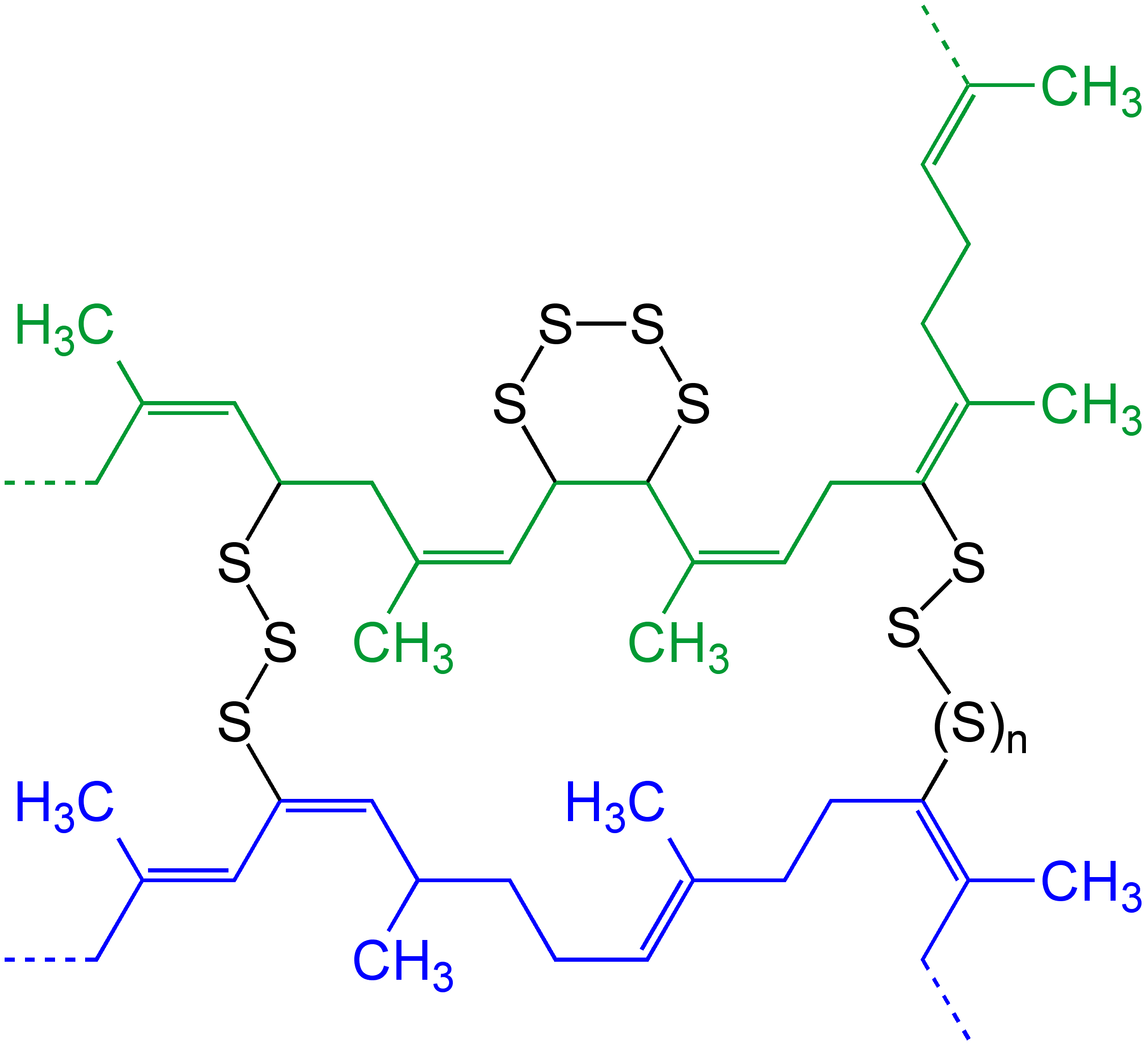
الفلكنة كمثال لعملية التشابك.

التشابك هو روابط تساهمية تربط سلاسل المكثور بمكثور آخر. وهي خاصية مميزة للدائن الصلبة بالحرارة. وفي علم الأحياء، التشابك له كثير من التطبيقات في تكوين هلام بولي أكريلو أميد لعمليات الفصل الكهربائي الهلامي وأثناء دراسات البروتين.
ويتكون التشابك أثناء العمليات الكيميائية التي تحث بالحرارة و\أو الضغط، أو بخلط الراتنجات غير المتبلمرة أو المتبلمرة جزئيًا بكيماويات أخرى. ويمكن حث عملية التشابك للمواد الصلبة بالحرارة عن طريق التعرض للإشعاع.
وفي معظم الحالات، يكون التشابك غير عكوس، وتحترق المواد الصلبة بالحرارة عند التعرض للحرارة، بدون المرور بحالة الذوبان. ومع ذلك في بعض الحالات التي تكون روابط التشابك فيها مختلفة عن الروابط بين المبلمرات يمكن للعملية أن تكون عكوسًا. ومثال لذلك منتجات الموجة الدائمة التي تقوم بتثبيت شكل الشعر على شكل تموجات، عن طريق تكسير وإعادة تكوين الروابط بين خصلات الشعر للشكل الموجي.

## اقرأ أيضا
- التفرع.